# Sinicaepermenia taiwanella
Sinicaepermenia taiwanella är en fjärilsart som beskrevs av John B.Heppner 1990. Sinicaepermenia taiwanella ingår i släktet Sinicaepermenia och familjen skärmmalar. Inga underarter finns listade i Catalogue of Life.